# داسو فالكون 8 إكس
داسو فالكون 8 إكس  هي كبيرة المقصورة، بعيدة المدى طائرات لرجال الأعمال طائرة ثلاثية المحركات مصنعة من قبل شركة داسو للطيران. وهو مستمد من داسو فالكون 7 إكس، مع مدى أطول توفرها بتعديل المحرك، والتحسينات الديناميكية الهوائية وزيادة في سعة الوقود.
قامت شركة داسو للطيران بتسليم أول طائرة من طراز داسو فالكون 8 إكس في أكتوبر 2016.

## المواصفات
- الطاقم: 2
- القدرة: 8-19 ركاب اعتمادا على التكوين الداخلي
- الطول: 24.46 m (80 ft 3 in)
- باع الجناح: 26.29 m (86 ft 3 in)
- ارتفاع: 7.94 m (26 ft 1 in)
- الوزن الفارغة: 18,598 kg (41,002 lb)
- أقصى وزن اقلاعها: 33,113 kg (73,002 lb)
- المحرك: 3 × Pratt & Whitney PW307D